# Янкі-Стедіум
«Янкі-Стедіум» (англ. Yankee Stadium) — багатофункціональний стадіон у місті Нью-Йорк, США, домашня арена ФК «Нью-Йорк Сіті».
Стадіон побудований протягом 2006—2009 років та відкритий 2 квітня 2009 року поблизу колишньої однойменної спортивної арени, яка була відкрита ще в 1923 році та мала чітко виражену тригранну форму.
Місткість арени становить 47 422 глядачів під час футбольних і бейсбольних матчів та 54 251 глядач — під час матчів з американського футболу.